# 大東犬
大東犬（だいとういぬ、だいとうけん）は、沖縄県大東諸島の南大東島の地犬で、日本犬の一種。血統書はない。

## 概要
大東諸島はかつて無人島であったが、1900年に八丈島からの移住者によって開拓が始まった。大東犬はこれらの移住者によって約100年前に持ち込まれた。起源は明確ではないが、外部から隔絶した環境で近親交配を繰り返して現在の容姿に変化したとの説がある。
南大東島開拓100周年記念式典に秋篠宮文仁親王・親王妃紀子が来島した際、出迎えるように両名が搭乗する車と並走した。
他犬種と交雑が進んだことなどにより、純血種の大東犬の頭数は激減した。
2005年12月の南大東島内で、純血のメスは確認できず、確認されたのは5頭のオスのみで多くが高齢であった。のちに1頭が死亡して4頭となった。
島外の沖縄県名護市で純血種の繁殖に成功し、うち2頭が南大東島に提供されている。2008年に1頭が沖縄こどもの国に提供され、一般公開されている。
純血種の大東犬は2008年12月で、南大東島に6頭、総数で20頭弱と推定されている。
2014年10月9日の日本経済新聞朝刊最終面文化欄に、名護市で大東犬の繁殖に携わる宮城保雄が寄稿した記事で「50匹ほどまでに回復している」と報じられた。

## 特徴
顔つきや体つきは、典型的な日本犬の姿をしている。他の日本犬には無い、大東犬独特の特徴は、足が非常に短く、がに股、である。純粋な大東犬はウェルシュ・コーギーやダックスフントのように脚がかなり短く、ちょこちょことした歩き方をするが、これの血が薄い犬は脚が長めになっていることもある。耳は立ち耳で、尾は巻き尾若しくは刺し尾で、巻き尾の犬はやはり他犬種同様、老化によって尾の巻き具合がゆるくなる傾向がある。コートは通常の日本犬と同じ硬めのショートコートで、毛色に制限は無い。暑さに強いが、寒さにはそれほど強くない。性格は主人に忠実だが人馴れはあまりよくなく、気性はやや荒っぽい。この荒っぽさはいわゆる猟犬気質と呼ばれるもので、本種特有のものではない。家庭犬としては番犬として見張りをする傍ら、主人や家族と一緒に過ごすことを幸せに感じている犬種である。脚は短いが運動量は普通の日本犬と同じで、罹りやすい病気は皮膚病や椎間板ヘルニアなどである。